# Service des technologies et des systèmes d'information de la Sécurité intérieure
Le service des technologies et des systèmes d'information de la Sécurité intérieure — ST(SI)2 est un service français dépendant du ministère de l'Intérieur, ayant existé de 2010 à 2023. 

## Historique
Ce service est issu de la fusion de la sous-direction des Télécommunications et de l'Informatique (SDTI), créée le 1er février 1985, dépendant de la direction générale de la Gendarmerie nationale (DGGN), et du service des Technologies et des Systèmes d'information, dépendant de la direction générale de la Police nationale (DGPN). Il est créé par arrêté NOR IOCJ1020161A du 27 août 2010.
Cette nouvelle structure voit le jour le 1er septembre 2010. Elle est alors commandée par le général de corps d'armée Frédéric Aubanel et par son adjoint le contrôleur général Régis Laporte. Rattachée organiquement à la direction générale de la gendarmerie nationale, elle est placée sous l'autorité conjointe des deux directeurs généraux. Elle fait partie des toutes premières mutualisations entre la police nationale et la gendarmerie nationale, à la suite du rattachement de cette dernière au ministère de l'Intérieur en 2009. 
En 2023, le ST(SI)² est remplacé par l'Agence du numérique des forces de sécurité intérieure (ANFSI). 

## Localisation
Le service se trouvait au sein de la direction générale de la gendarmerie nationale, implantée au 4 rue Claude Bernard à Issy-les-Moulineaux.

## Missions
Ce service avait pour mission première la maîtrise d'ouvrage des modernisations technologiques de la Police nationale et de la Gendarmerie nationale. Il assurait ainsi :
- le pilotage des systèmes d'information des forces de l'ordre (dont la maîtrise d'ouvrage et la maîtrise d'œuvre des grands fichiers de police et les applications métier, la définition de l'architecture et du cadre de cohérence technique) et la mise en œuvre des outils informatiques d'aide à l'enquête (cybercriminalité, rapprochement criminel, par exemple) ;
- le déploiement des programmes opérationnels de police (modernisation des centres de commandement, réseau de radiocommunication ACROPOL, lecture automatique des plaques d'immatriculation) ;
- le développement de partenariats et animation d'un réseau avec les entreprises, les centres de recherche et l'Union européenne dans le domaine des technologies innovantes de sécurité.

Il assurait en outre des missions de recherche, d'expertise et d'essais pour la police et d'autres forces de sécurité, et développe de nouveaux équipements. Il était particulièrement impliqué dans le développement de la vidéosurveillance, dont les logiciels d'exploitation et la mise en place des drones au sein des services.
Le ST(SI)2 était chargé de préparer la LOPPSI dans son volet de modernisation. Il assurait ainsi la mise en place des différents plans nationaux de lutte contre la cybercriminalité ou le plan de police technique et scientifique de masse.
Il assurait aussi la gestion du parc des équipements et le pilotage des supports de proximité, mobilisant environ 2 700 policiers et gendarmes sur l'ensemble du territoire, pour plus de 245 000 utilisateurs.